# Dollot
Dollot är en kommun i departementet Yonne i regionen Bourgogne-Franche-Comté i norra Frankrike. Kommunen ligger i kantonen Chéroy som tillhör arrondissementet Sens. År 2022 hade Dollot 326 invånare.

## Befolkningsutveckling
Antalet invånare i kommunen Dollot
| Referens: INSEE |